# Программа для просмотра изображений

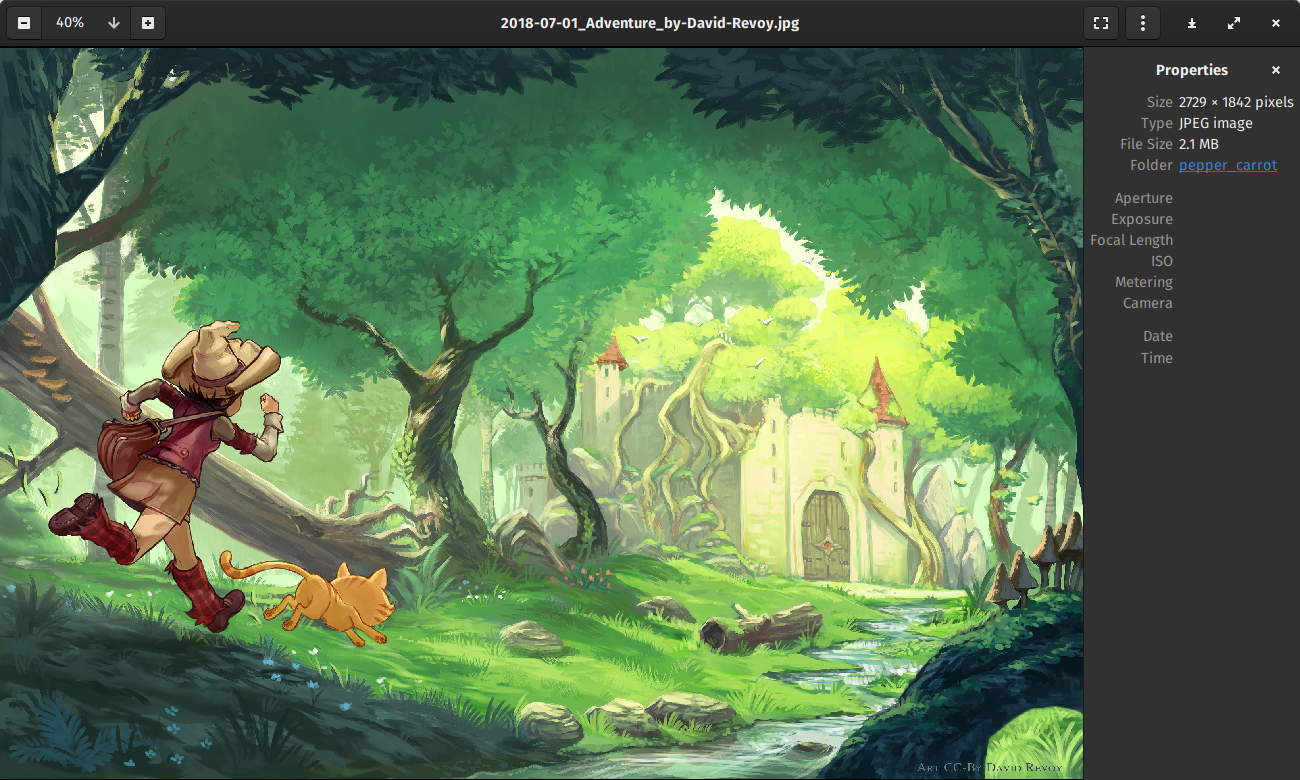
картинка открытая в Eye of GNOME

Программа для просмотра изображений (просмотрщик, вьювер, фотоменеджер) — тип программного обеспечения, предназначенный для просмотра и работы с графическими файлами (фотографии, картинки и т. д.). Такое программное обеспечение отображает изображения в соответствии со свойствами дисплея, такими как глубина цвета, разрешение дисплея и цветовой профиль.

## Возможности

### Основные
Базовыми функциями программы просмотра изображений являются:
- основные операции просмотра, такие как масштабирование и поворот;
- полноэкранный просмотр;
- демонстрация слайд-шоу;
- отображение эскизов (миниатюр);
- простой редактор фотографий: кадрирование, выравнивание, удаление эффекта красных глаз, применение эффектов;
- вывод печати на принтер.

### Дополнительные
Расширенные функции могут включать:
- захват экрана;
- поиск дубликатов;
- экспорт в различные форматы.
- пакетная обработка (формат изображения, размеры и т.д.) и переименование;
- организация медиабиблиотеки: каталогизация и индексирование данных, и т. д.
- отображение (и редактирование) метаданных: XMP, IIM и EXIF;
- воспроизведение видео- и аудиофайлов.